# Майкл Антоніо
Майкл Антоніо (англ. Michail Antonio; нар. 28 березня 1990, Вандсворт, Великий Лондон) — англійський футболіст, фланговий півзахисник та нападник клубу «Вест Гем Юнайтед».

## Ігрова кар'єра
Народився 28 березня 1990 року в місті Вандсворт, Великий Лондон. Вихованець футбольної школи клубу «Тутінг енд Мітчем Юнайтед». У 17 років дебютував у складі першої команди, яка грала на аматорському рівні.

### «Редінг»
Влітку 2008 року Антоніо став гравцем «Редінга». У сезоні 2009/10 провів за команду один матч в рамках Чемпіоншіпа (2-й дивізіон Англії). У сезоні 2010/11 провів 21 матч у Чемпіоншипі, забив 1 гол. У сезоні 2011/12 зіграв 6 матчів у Чемпіоншипі.
У лютому-травні 2009 року був в оренді в клубі «Челтнем Таун», за який провів 9 ігор в Першій лізі (3-й дивізіон Англії). З жовтня 2009 року по травень 2010 року на правах оренди грав за «Саутгемптон». Провів 28 ігор і забив 3 голи в Першій лізі. Виграв з командою Трофей Футбольної ліги. У серпні-листопаді 2011 року був в оренді в клубі «Колчестер Юнайтед». Провів 15 ігор і забив 4 голи в Першій лізі.

### «Шеффілд Венсдей»
У лютому-травні 2012 року був в оренді в клубі «Шеффілд Венсдей». Провів 14 ігор і забив 5 голів у Першій лізі, після чого влітку 2012 року клуб викупив Майкла Антоніо у «Редінга». У сезоні 2012/13 зіграв 37 матчів і забив 7 голів в рамках Чемпіошипу, а у наступному — 27 матчів і забив 4 голи в рамках Чемпіошипу.

### «Ноттінгем Форест»
Влітку 2014 року перейшов до «Ноттінгем Форест». У сезоні 2014/15 зіграв у Чемпіоншипі 46 матчів і забив 14 голів і був визнаний найкращим гравцем сезону у складі команди. У сезоні 2015/16 зіграв 4 матчі і забив 2 голи в Чемпіоншипі.

### «Вест Гем Юнайтед»

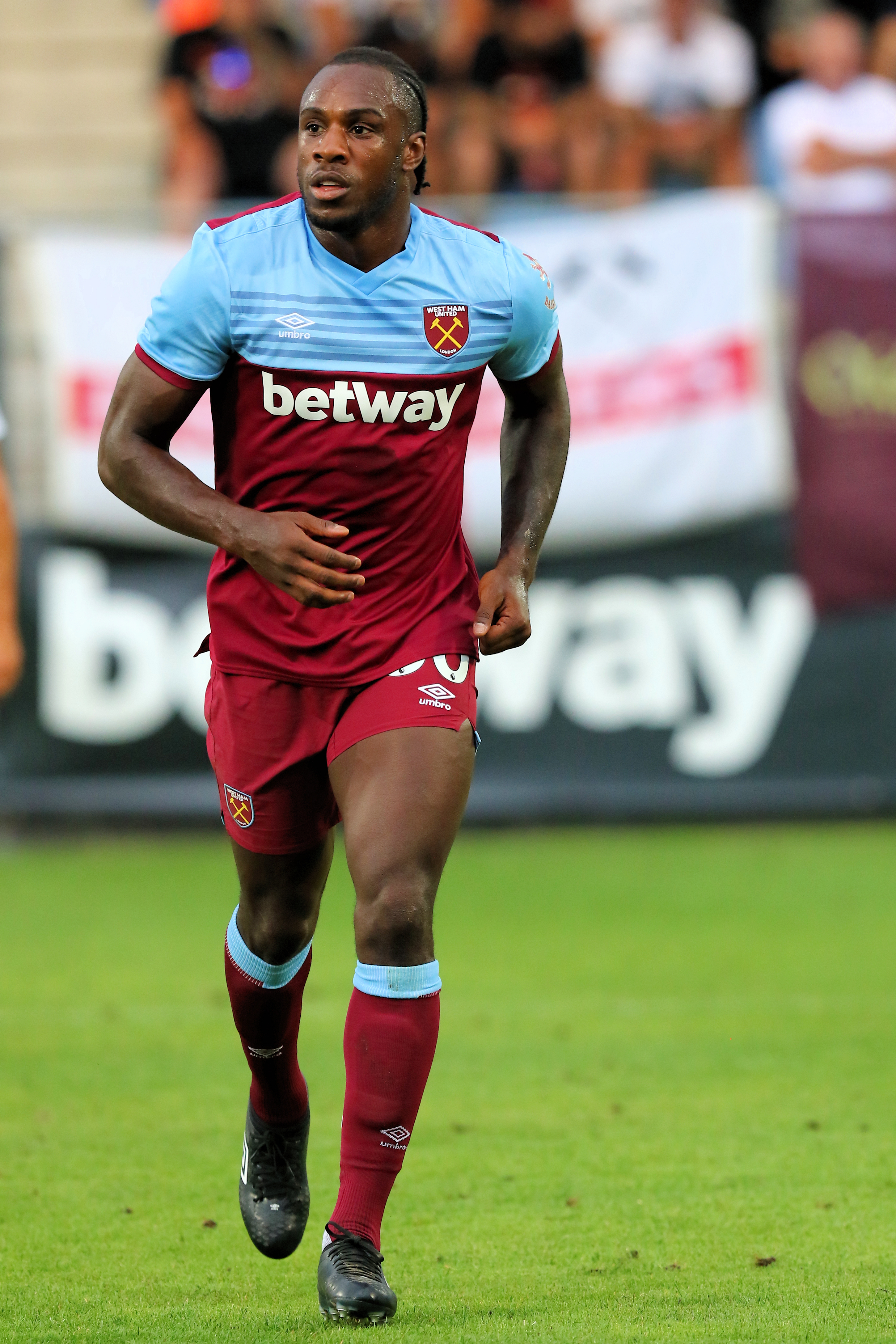
Майкл Антоніо під час виступів за «Вест Гем Юнайтед». 31 липня 2019 року.

#### Сезон 2015/16
На початку вересня 2015 року було оголошено про підписання гравця клубом «Вест Гем Юнайтед» за схемою «4+2». Дебютував за клуб 15 вересня 2015 року в матчі проти «Манчестер Сіті», в якому він вийшов на 60 хвилині замість Мозеса, а його команда виграла з рахунком 3:1. Перший гол за команду забив в останньому турі 2015 року проти «Саутгемптона» 28 грудня на 69-ій хвилині, в тому ж матчі Майкл віддав гольовий пас Енді Керроллу. У наступному турі 2 січня забив гол «Ліверпулю», потім через рівно місяць 2 лютого вразив ворота «Астон Вілли». Потім три тури поспіль забивав гол в кожному матчі: 27 лютого «Сандерленду», 2 березня «Тоттенгему» і 5 березня «Евертону», у всіх трьох матчах «Вест Гем Юнайтед» здобув перемогу. В останніх двох турах проти «Манчестер Юнайтед» і «Астон Вілли» забив по одному голу в матчі. За підсумком сезону команда Антоніо посіла 7 місце і отримала місце в Лізі Європи.

#### Сезон 2016/17
Новий сезон розпочався для команди невдало — виліт з Лізі Європи на стадії відбіркових матчів, а також кілька розгромних поразок в АПЛ. Перший гол у сезоні Антоніо забив 21 серпня 2016 року «Борнмуту». 10 вересня забив перший у своїй кар'єрі дубль у ворота «Вотфорда», але він не врятував команду від поразки. По ходу першої половини сезону забивав по голу «Тоттенгему», «Ліверпулю», «Свонсі Сіті», «Манчестер Сіті» та «Сток Сіті». 14 січня 2017 року в матчі проти «Кристал Пелес» віддав три гольові паси. Друга половина сезону не була така багата на голи, як перша, лише один гол Антоніо зміг забити в матчі проти «Борнмута», який «Вест Гем» програв з рахунком 2:3. За підсумками сезону Майкл Антоніо став найкращим бомбардиром «молотобійців» з 9 голами, а також був визнаний найкращим гравцем клубу і отримав нагороду «молотобоєць року». 11 травня 2017 року «Вест Гем» оголосив, що Антоніо підписав новий, чотирирічний контракт з клубом.

#### Сезон 2017/18
Сезон 2017/18 був затьмарений для Антоніо величезною кількістю травм. 23 вересня в матчі проти «Шпор» на 28 хвилині він отримав травму паху і поступився місцем на полі Енді Керроллу, 3 грудня в матчі проти «Манчестер Сіті» не зміг дограти всі 90 хвилин через нову травму, а 2 квітня 2018 року і зовсім було оголошено про те, що Антоніо вибув до кінця сезону через м'язове пошкодження в результаті торішньої операції на коліні. Перший гол у сезоні забив 14 жовтня 2017 року в матчі проти «Бернлі» (1:1). 24 лютого і 3 березня забив по голу у ворота «Ліверпуля» і «Свонсі Сіті», обидва матчі «молотобійці» програли з рахунком 1:4.

#### Сезон 2018/19
Черговий сезон стартував для Антоніо в матчі з «Ліверпулем», в якому він вийшов у стартовому складі і отримав жовту картку, а його команда програла з рахунком 0:4. Перший гол у сезоні забив у матчі Кубка Ліги проти «Маклсфілд Таун» на 28-ій хвилині з пасу Деклана Райса, цей матч команда Майкла виграла з рахунком 8:0. Перший гол у чемпіонаті Антоніо забив у матчі проти «Кардіфф Сіті» (3:1) на 68-ій хвилині з пасу Роберта Снодграсса. 15 грудня забив гол у виїзному матчі проти «Фулгема». 4 лютого 2019 року забив важливий для «Молотобійців» гол у ворота «Ліверпуля», під час розіграшу штрафного поблизу воріт «Мерсисайдців» Феліпе Андерсон віддав пас «на хід» Антоніо і футболіст витончено вдарив низом в дальній кут, це допомогло його команді зіграти в нічию 1:1. 22 лютого забив гол у ворота «Фулгема» (3:1), 20 квітня у ворота «Лестер Сіті» (2:2), а 27 квітня забив перший в історії нового стадіону «Тоттенгема» гол у ворота однойменної команди.

#### Сезон 2019/20
11 липня 2020 року Антоніо забив чотири голи у матчі проти «Норвіч Сіті», ставши першим гравцем в історії «Вест Гема», який забив чотири голи в одній грі Прем'єр-ліги.
22 липня 2020 року Антоніо забив свій 10-й гол у Прем'єр-лізі за сезон, що стало його найкращим показником за усю кар'єру, в матчі з «Манчестер Юнайтед» (1:1) на «Олд Траффорд». Цей результат також забезпечив місце «Вест Гему» у Прем'єр-лізі на наступний сезон. Станом на 17 липня 2020 року відіграв за клуб з Лондона 132 матчі в національному чемпіонаті.

## Статистика виступів

### Статистика клубних виступів
| Сезон                        | Команда                      | Чемпіонат                    | Чемпіонат | Чемпіонат | Національний кубок | Національний кубок | Національний кубок | Континентальні кубки | Континентальні кубки | Континентальні кубки | Інші змагання | Інші змагання | Інші змагання | Усього | Усього |
| Сезон                        | Команда                      | Ліга                         | Ігор      | Голів     | Ліга               | Ігор               | Голів              | Ліга                 | Ігор                 | Голів                | Ліга          | Ігор          | Голів         | Ігор   | Голів  |
| ---------------------------- | ---------------------------- | ---------------------------- | --------- | --------- | ------------------ | ------------------ | ------------------ | -------------------- | -------------------- | -------------------- | ------------- | ------------- | ------------- | ------ | ------ |
| лют.-черв. 2009              | «Челтнем Таун»               | 1Л                           | 9         | 0         | КА+КЛ              | 0                  | 0                  | -                    | -                    | -                    | ТФЛ           | 0             | 0             | 9      | 0      |
| серп. 2009                   | «Редінг»                     | ЧФЛ                          | 1         | 0         | КА+КЛ              | 0+1                | 0                  | -                    | -                    | -                    | -             | -             | -             | 2      | 0      |
| жов. 2009–10                 | «Саутгемптон»                | 1Л                           | 28        | 3         | КА+КЛ              | 5+0                | 2+0                | -                    | -                    | -                    | ТФЛ           | 6             | 2             | 39     | 7      |
| 2010–11                      | «Редінг»                     | ЧФЛ                          | 21        | 1         | КА+КЛ              | 1+2                | 0                  | -                    | -                    | -                    | -             | -             | -             | 24     | 1      |
| серп.-лис. 2011              | «Колчестер Юнайтед»          | 1Л                           | 15        | 4         | КА+КЛ              | 0                  | 0                  | -                    | -                    | -                    | ТФЛ           | 1             | 0             | 16     | 4      |
| груд.–11-січ. 2012           | «Редінг»                     | ЧФЛ                          | 6         | 0         | КА+КЛ              | 1+0                | 0                  | -                    | -                    | -                    | -             | -             | -             | 7      | 0      |
| Усього за «Редінг»           | Усього за «Редінг»           | Усього за «Редінг»           | 28        | 1         |                    | 5                  | 0                  |                      | -                    | -                    |               | -             | -             | 33     | 1      |
| лют.-трав. 2012              | «Шеффілд Венсдей»            | 1Л                           | 14        | 5         | КА+КЛ              | 0+0                | 0                  | -                    | -                    | -                    | -             | -             | -             | 14     | 5      |
| 2012–13                      | «Шеффілд Венсдей»            | ЧФЛ                          | 37        | 8         | КА+КЛ              | 2+3                | 0+1                | -                    | -                    | -                    | -             | -             | -             | 42     | 9      |
| 2013–14                      | «Шеффілд Венсдей»            | ЧФЛ                          | 27        | 4         | КА+КЛ              | 0+1                | 0                  | -                    | -                    | -                    | -             | -             | -             | 28     | 4      |
| Усього за «Шеффілд Венсдей»  | Усього за «Шеффілд Венсдей»  | Усього за «Шеффілд Венсдей»  | 78        | 17        |                    | 6                  | 1                  |                      | -                    | -                    |               | -             | -             | 84     | 18     |
| 2014–15                      | «Ноттінгем Форест»           | ЧФЛ                          | 46        | 14        | КА+КЛ              | 1+2                | 0+1                | -                    | -                    | -                    | -             | -             | -             | 49     | 15     |
| 2015–16                      | «Ноттінгем Форест»           | ЧФЛ                          | 4         | 2         | КА+КЛ              | 0+1                | 0+2                | -                    | -                    | -                    | -             | -             | -             | 5      | 4      |
| Усього за «Ноттінгем Форест» | Усього за «Ноттінгем Форест» | Усього за «Ноттінгем Форест» | 50        | 16        |                    | 4                  | 3                  |                      | -                    | -                    |               | -             | -             | 54     | 19     |
| вер. 2015–16                 | «Вест Гем Юнайтед»           | ПЛ                           | 26        | 8         | КА+КЛ              | 6+0                | 1+0                | ЛЄ                   | 0                    | 0                    | -             | -             | -             | 32     | 9      |
| 2016–17                      | «Вест Гем Юнайтед»           | ПЛ                           | 29        | 9         | КА+КЛ              | 1+3                | 0                  | ЛЄ                   | 4                    | 0                    | -             | -             | -             | 37     | 9      |
| 2017–18                      | «Вест Гем Юнайтед»           | ПЛ                           | 21        | 3         | КА+КЛ              | 0+0                | 0                  | -                    | -                    | -                    | -             | -             | -             | 21     | 3      |
| 2018–19                      | «Вест Гем Юнайтед»           | ПЛ                           | 33        | 6         | КА+КЛ              | 2+3                | 0+1                | -                    | -                    | -                    | -             | -             | -             | 38     | 7      |
| 2019–20                      | «Вест Гем Юнайтед»           | ПЛ                           | 23        | 10        | КА+КЛ              | 1+1                | 0                  | -                    | -                    | -                    | -             | -             | -             | 25     | 10     |
| Усього за «Вест Гем Юнайтед» | Усього за «Вест Гем Юнайтед» | Усього за «Вест Гем Юнайтед» | 119       | 28        |                    | 16                 | 2                  |                      | 4                    | 0                    |               | -             | -             | 139    | 30     |
| Усього за кар'єру            | Усього за кар'єру            | Усього за кар'єру            | 327       | 69        |                    | 36                 | 8                  |                      | 4                    | 0                    |               | 7             | 2             | 374    | 79     |

## Титули та досягнення
- Переможець Ліги конференцій УЄФА (1):

«Вест Гем Юнайтед»: 2022–23